# Tovaca-estriada
Tordo-formigueiro-estriado ou tovaca-estriada (Chamaeza nobilis) é uma espécie de ave da família Formicariidae.
Pode ser encontrada nos seguintes países: Bolívia, Brasil, Colômbia, Equador e Peru.
Os seus habitats naturais são: florestas subtropicais ou tropicais húmidas de baixa altitude.